# مارسيل غوثير
مارسيل غوثير (بالفرنسية: Marcel Gauthier)‏  (و. 1949 –  م) هو ممثل، وممثل أفلام، من كندا، ولد في ألما، كيبك.

## روابط خارجية
- مارسيل غوثير على موقع IMDb (الإنجليزية)
- مارسيل غوثير على موقع قاعدة بيانات الفيلم (الإنجليزية)